# Fujita Shinichi
Shinichi Fujita (sinh ngày 10 tháng 4 năm 1973) là một cầu thủ bóng đá người Nhật Bản.

## Sự nghiệp câu lạc bộ
Shinichi Fujita đã từng chơi cho Albirex Niigata và Ventforet Kofu.